# Municipio de Hopedale
El municipio de Hopedale (en inglés: Hopedale Township) es un municipio ubicado en el condado de Tazewell en el estado estadounidense de Illinois. En el año 2010 tenía una población de 1913 habitantes y una densidad poblacional de 20,98 personas por km².

## Geografía
El municipio de Hopedale se encuentra ubicado en las coordenadas 40°25′56″N 89°25′40″O / 40.43222, -89.42778. Según la Oficina del Censo de los Estados Unidos, el municipio tiene una superficie total de 91.19 km², de la cual 91,13 km² corresponden a tierra firme y (0,06 %) 0,06 km² es agua.

## Demografía
Según el censo de 2010, había 1913 personas residiendo en el municipio de Hopedale. La densidad de población era de 20,98 hab./km². De los 1913 habitantes, el municipio de Hopedale estaba compuesto por el 98,64 % blancos, el 0,05 % eran afroamericanos, el 0,26 % eran amerindios, el 0,21 % eran asiáticos, el 0,05 % eran de otras razas y el 0,78 % eran de una mezcla de razas. Del total de la población el 0,63 % eran hispanos o latinos de cualquier raza.